# Edgar Rice Burroughs
Edgar Rice Burroughs (1. září 1875, Chicago – 19. března 1950, Encino, Kalifornie) byl americký spisovatel dobrodružných románů. Proslavil se především svým cyklem románů o hrdinovi z afrického pralesa Tarzanovi. Jeho knihy jsou přímočaře dobrodružné a odehrávají se v exotických prostředích, často vytvořených spisovatelovou fantazií.

## Život
Edgar Rice Burroughs se narodil v Chicagu v roce 1875, vystudoval michiganskou vojenskou akademii a poté, co nesložil zkoušky na United States Military Academy ve West Pointu, sloužil od roku 1895 u jezdectva ve Fort Grant v Arizoně. Roku 1897 byl však z vojenské služby propuštěn kvůli srdečním problémům.
Po skončení vojenské služby vykonával Burroughs neúspěšně celou řadu povolání. Několik měsíců byl například kovbojem a byl několikrát těžce zraněn zloději dobytka a ve zlatých dolech onemocněl těžkým zápalem plic. Rozhodl se proto zkusit své štěstí jako spisovatel. Nejprve se živil tvorbou reklam a inzerátů, později působil jako prakticky neznámý autor drobných dobrodružných povídek a příběhů z venkovského prostředí.
Burroughsova cesta k slávě začala v říjnu roku 1912, když v „pulp časopise“ All-Story Magazine začal vycházet jeho první příběh o hrdinovi z afrického pralesa Tarzanovi, Tarzan of the Apes (Tarzan z rodu Opů). Román v krátké době získal značnou popularitu a hned v příštím roce se v časopise New Story Magazine objevilo jeho pokračování s názvem The Return of Tarzan (Tarzanův návrat). Brzy následovala úspěšná knižní vydání a postupně vyšlo i dalších dvacet čtyři pokračování.
Kromě cyklu o Tarzanovi Burroughs sepsal také tři další série, považované dnes za klasiku science-fiction a fantasy literatury. Dvě z nich se neodehrávají na Zemi, ale na sousedních planetách Marsu a Venuši (obzvláště seriál o Marsu s hlavním hrdinou Johnem Carterem byl ve své době velmi populární) a další umístil do tajemného světa Pellucidar uvnitř Zeměkoule.
Literární činnost přinesla Burroughsovi nejen slávu, ale také velké finanční zisky. Stal se průmyslníkem a bohatým farmářem. Poblíž Hollywoodu zakoupil rozsáhlý pozemek, na kterém pro milovníky Tarzanových dobrodružství vybudoval osadu Tarzanwild.
Edgar Rice Burroughs zemřel v březnu roku 1950. Jeho celoživotní literární dílo tvoří 59 dobrodružných a fantastických děl, která byla přeložena do 56 jazyků. V době autorovy smrti zůstalo mnoho rukopisů nedokončeno.
Na jeho počest je pojmenován kráter Burroughs na Marsu.

## Dílo

### Cyklus o Tarzanovi
Cyklus líčí osudy potomka anglického lorda Greystoka, kterého po tragické smrti svých rodičů v Africe vychová pralesní opice a dá mu jméno Tarzan (Bílá kůže) a který se brzy díky své síle a důvtipu stane nejmocnějším tvorem džungle. Další části série vyprávějí o jeho návratu do civilizace, kde se vlivem lásky k mladé Američance změní v gentlemana a o četných bojích jeho i jeho syna při své obraně i ochraně jiných jak v divočině tak i v civilizovaných zemích.
Cyklus se skládá celkem z dvaceti čtyř dílů, z nichž dva vyšly knižně až po smrti autora.

### Cyklus o Barsoomu
Jde o cyklus jedenácti sci-fi a fantasy románů odehrávající se ve fiktivním světě Barsoom na Marsu, jehož hlavním hrdinou je veterán americké občanské války a zlatokop John Carter, který je na Mars přenášen blíže nepopsanou mystickou silou. Díky prostředí s menší gravitací převyšují fyzické schopnosti jeho pozemských svalů schopnosti všech místních obyvatel a John Carter se stává pravým supermanem, vezme si za ženu barsoomskou princeznu Dejah Thoris a stane se pánem planety.

### Cyklus o Pellucidaru
Sci-fi série o tajemném světě Pellucidar, který leží uvnitř duté Zeměkoule na jejím vnitřním povrchu a je osvětlován a zahříván žhavým jádrem naší planety, se skládá ze sedmi dílů. Pellucidar je zvláštní svět, kde pozemskému povrchu odpovídají moře a naopak a kde žijí dávno na povrchu Země vymřelí ještěři. Nejdokonalejší rasou jsou zde však obludní ptakoještěři, pro které musí zde žijící lidé otrocky pracovat.

### Cyklus o Amtoru
Jde o pětidílnou sci-fi sérii odehrávajících se ve světě Amtor na Venuši s hlavním hrdinou Carsonem Napierem, který se do tohoto světa dostane pomocí vlastními silami sestrojené rakety a nalezne zde svět vzájemně bojujících království.
Cyklu se skládá z těchto knih:
- Pirates of Venus (Piráti z Venuše, 1932 časopisecky, 1934 knižně),
- Lost on Venus (Ztracen na Venuši, 1933 časopisecky, 1935 knižně),
- Carson of Venus (Carson z Venuše, 1938 časopisecky, 1939 knižně),
- Escape on Venus (Útěk na Venuši, 1946), kniha obsahuje čtyři vzájemně propojené příběhy vydané časopisecky v letech 1941–1942 – Slaves of the Fishmen, Goddess of Fire, The Living Dead a War on Venus,
- Wizard of Venus (Čaroděj z Venuše), 1964) posmrtné vydání dvou vzájemně nesouvisejících příběhů napsaných počátkem čtyřicátých let a nalezených v autorově pozůstalosti – Wizard of Venus a Pirate Blood.

### Další díla
- The Monster Men (1913 časopisecky jako A Man Without a Soul, 1929 knižně, Monstra), science-fiction,
- The Outlaw of Torn (1914 časopisecky, 1927 knižně, Tornský zbojník), historický román z Anglie ze 13. století,
- The Mucker (Darebák), třídílný fantasy román, jehož hrdinou je Billy Byrne, původem pobuda z Chicaga. Jednotlivé díly se jmenují:
  - The Mucker(1914, Darebák), česky jako Billy Byrne, vydal Ladislav Šotek v Praze roku 1927 v překladu Jiřího Macáka jako 5. svazek edice Spisy E. R. Burroughse,
  - The Return of the Mucker (1916, Návrat darebáka),
  - The Oakdale Affair (1917), podle knihy byl roku 1919 natočen stejnojmenný americký němý film (režie Oscar Apfel),
- The Man-Eater (1915, Lidožrout), dobrodružný román z džungle,
- Beyond Thirty (1916), později jako The Lost Continent, Ztracený kontinent), science-fiction,
- The Lad and the Lion (1917 časopisecky, 1938 knižně, Madík a lev), dobrodružný román z džungle, podle knihy byl roku 1917 natočen stejnojmenný americký němý film (režie Alfred E. Green) a roku 1936 americký film The Lion Man (režie John P. McCarthy),
- Caprona (1918), sci-fi trilogie odehrávající se na fiktivním ostrově poblíž Antarktidy a připomínající román sira Arthura Conana Doyla Ztracený svět. Jednotlivé díly trilogie mají tyto názvy:
  - The Land That Time Forgot, česky jako Caprona, země divů, vydal Ladislav Šotek v Praze roku 1926 v překladu Jiřího Macáka jako 1. svazek edice Spisy E. R. Burroughse, podle knihy byl roku 2009 natočen stejnojmenný americký film (režie C. Thomas Howell),
  - The People That Time Forgot, podle knihy byl roku 1977 natočen stejnojmenný britský film (režie Kevin Connor),
  - Out of Time’s Abyss, Pryč z propasti času).
- The Efficiency Expert 1921, kriminální román z Chicaga,
- The Girl from Hollywood (1922 časopisecky, 1923 knižně), česky jako Devče z Hollywoodu, vydal Ladislav Šotek v Praze roku 1927 v překladu Jiřího Macáka jako 4. svazek edice Spisy E. R. Burroughse,
- The Cave Girl (1925, Jeskynní dívka), dobrodružný román z džungle, původně časopisecky jako dva příběhy – The Cave Gir (1913) a The Cave Man (1917),
- The Moon Maid (1926, Dívka z měsíce), třídílná science-fiction, jednotlivé díly se jmenují The Moon Maid, The Moon Men a The Red Hawk,
- The Bandit of Hell's Bend (1926, western, česky jako Bandita z Ďáblovy rokle, vydal Ladislav Šotek v Praze roku 1927 v překladu Jiřího Macáka jako 2. svazek edice Spisy E. R. Burroughse,
- The War Chief,(1927, Válečný náčelník), western,
- The Jungle Girl (1931 časopisecky jako The Land of the Hidden Men, 1932 knižně), science-fiction s motivem ztraceného světa, podle knihy byl roku 1941 natočen stejnojmenný americký patnáctidílný filmový seriál (režie John English a William Witney) a roku 1942 jeho patnáctidílné pokračování Perils of Nyoka (režie William Witney),
- Apache Devil (1933, Démon Apačů), western,
- The Resurrection of Jimber-Jaw (1937), science-fiction,
- The Deputy Sheriff of Comanche County, (1940, Zástupce šerifa v zemi Komančřů), western,
- Beyond the Farthest Star (1941), science-fiction,
- I Am a Barbarian, (napsáno 1941, vydáno až 1967, Jsem barbar), historický román z doby vlády římského císaře Caliguly,
- Forgotten Tales of Love and Murder (2001, Zapomenuté povídky o lásce a vraždě), posmrtně vydaný soubor devatenácti autorových povídek různých žánrů vyšlých jen časopisecky.